# Konstruktionspunkt

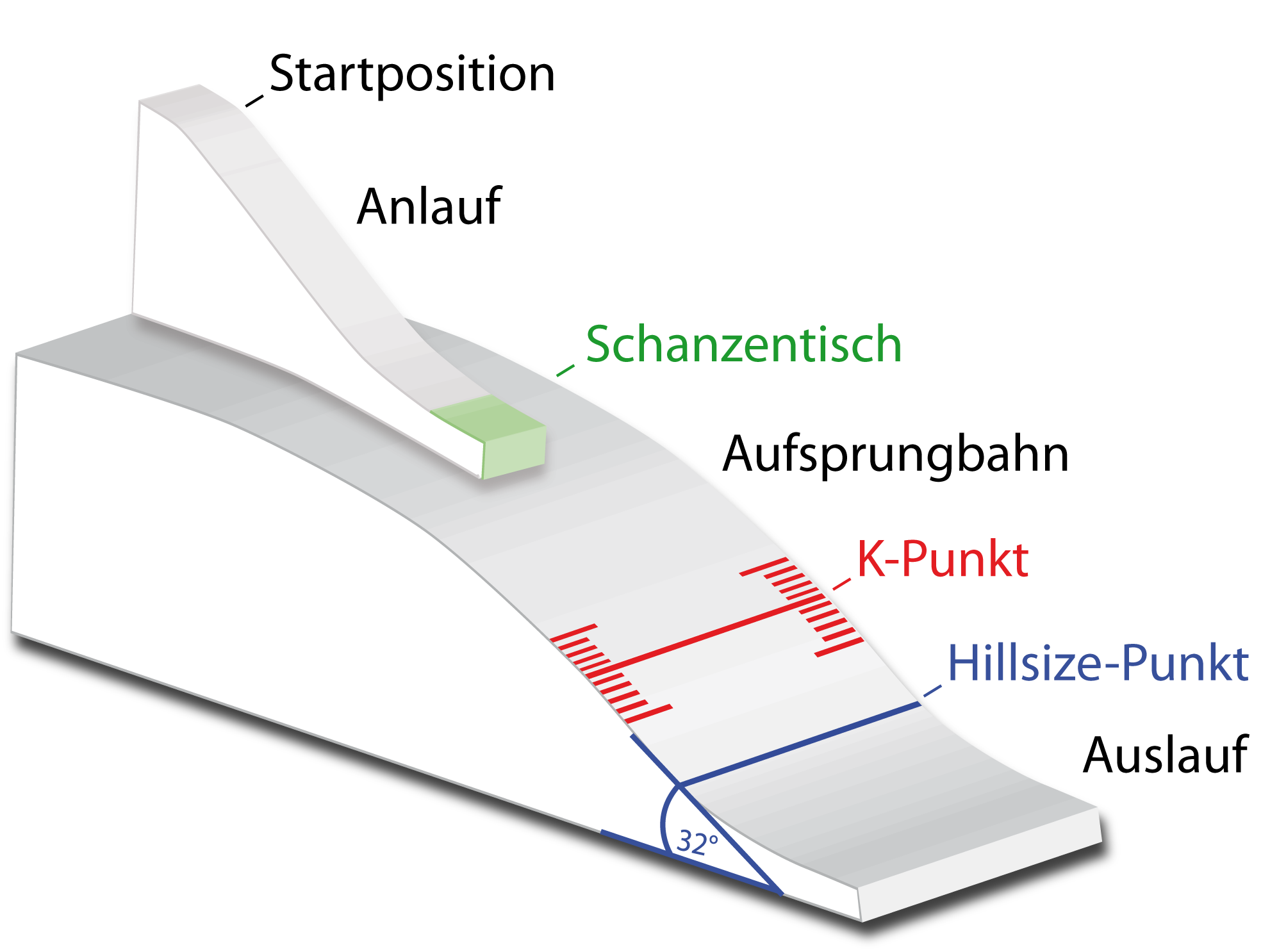
Schema einer Skisprungschanze

Längsprofil einer Skisprungschanze mit diversen Punkten. Der K-Punkt (K) liegt im Landebereich, der bei P beginnt und bei L endet. HS = Hillsize.

Der Konstruktionspunkt (kurz K-Punkt, früher kritischer Punkt)  ist beim Skispringen ein Punkt im Aufsprungbereich (Landebereich) einer Skisprungschanze, der bei der Konstruktion der Schanze eine wichtige Rolle spielt. Die Bezeichnung als „Punkt“ bezieht sich auf das Längsprofil der Schanze, in dem mehrere Punkte definiert sind. Bei einer realen, dreidimensionalen Schanze ist der K-Punkt eine Linie quer zur Aufsprungbahn (vgl. Zeichnungen rechts).
Die K-Punkt-Weite ist die Distanz vom Schanzentisch bis zum K-Punkt. Sie wird nicht als gerade Linie, sondern von der Grundkante des Schanzentisches entlang des Hangprofils gemessen. Der K-Punkt wird in Metern angegeben, zum Beispiel „K-Punkt 120 m“ oder kurz „K 120“. Streng genommen ist dies die Angabe der K-Punkt-Weite.
Ausgehend vom K-Punkt werden die von den Skispringern erzielten Sprungweiten bewertet. In diesem Zusammenhang wird der K-Punkt auch als  Kalkulationspunkt oder Tabellenpunkt bezeichnet.

## „Kritischer Punkt“ und „Konstruktionspunkt“
Der K-Punkt war ursprünglich der „kritische Punkt“ einer Schanze. Die K-Punkt-Weite galt als maximale Sprungweite, bei der noch eine sichere und schöne Landung möglich war. Weitere Sprünge kamen zwar vor, wurden aber als gefährlich angesehen.
Auf der Jagd nach Siegen und neuen Rekorden sprangen die Athleten immer häufiger und immer weiter über den K-Punkt hinaus. Als neue Weite, ab der Sprünge als gefährlich galten, wurde die Juryweite eingeführt. Sobald ein Springer die Juryweite erreichte, musste die Jury beraten, ob der Anlauf zu verkürzen sei, um die nachfolgenden Springer nicht zu gefährden. Der K-Punkt verlor dadurch seinen Charakter als kritischer Punkt und wurde nun „Konstruktionspunkt“ genannt.
Die Bezeichnung „Konstruktionspunkt“ beruht darauf, dass beim Entwurf einer Schanze der Abstand des K-Punktes vom Schanzentisch und die Höhendifferenz am K-Punkt zu den Ausgangsparametern gehören, von denen die Berechnung weiterer Schanzenmaße abhängt. Beispielsweise wird die Hillsize (HS) bestimmt, indem die K-Punkt-Weite durch 0,9 dividiert wird (HS = w/0,9); dadurch wird das Ende des Landebereichs festgelegt.

## Lage und Markierung

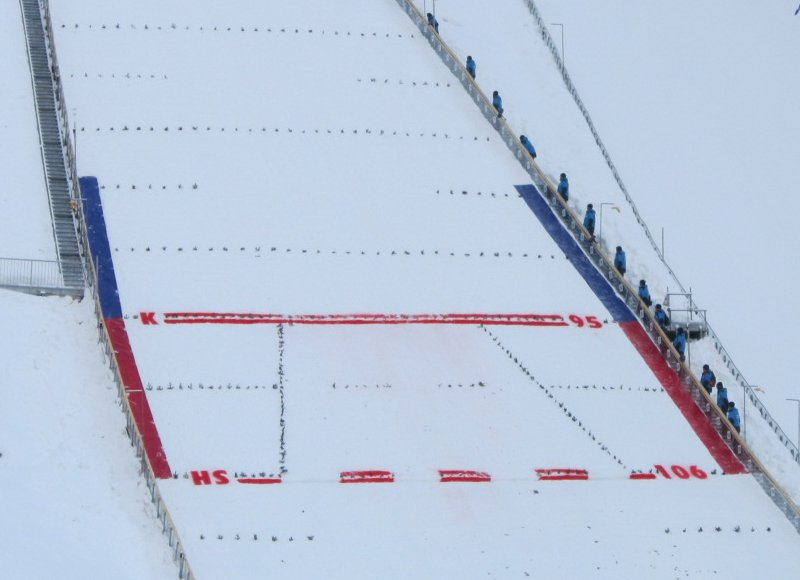
Farbmarkierungen im Landebereich einer Schanze im Jahr 2013: doppelte rote Linie beim K-Punkt, „gestrichelt“ beim Hillsize-Punkt. Dazwischen, an den Rändern der Aufsprungbahn, rote Streifen. Oberhalb blaue Streifen.

Der K-Punkt liegt innerhalb des Landebereichs. Der Landebereich hat das Profil eines sehr flachen, nach oben offenen Kreisbogens. Der K-Punkt ist nicht der Punkt mit dem größten Gefälle. Dieser Wendepunkt liegt weiter oben, am Beginn des Landebereichs. Im ganzen Landebereich wird das Gefälle immer flacher.
Zur Markierung bei Sprungwettbewerben finden sich im Skisprungschanzen-Wörterbuch der Website skisprungschanzen.com folgende Angaben: Der K-Punkt wird mit einer durchgezogenen roten Linie markiert. Weiter unten wird das Ende des Aufsprungbereichs (Hillsize-Punkt) in der Regel durch eine weitere rote Linie markiert; diese Linie kann mehrfach unterbrochen („gestrichelt“) oder ebenfalls durchgezogen sein. Das nebenstehende Bild aus dem Jahr 2013 entspricht diesen Angaben.
Im Gegensatz dazu sehen die aktuellen Wettkampfordnungen der FIS und des DSV keine Markierung des K-Punktes durch eine Querlinie vor. Nur die Querlinie am Hillsize-Punkt soll markiert werden: Es wird empfohlen, sie zusätzlich zur Kennzeichnung durch Reisig einzufärben (nicht in der Mitte, nur vom Rand aus, jeweils auf fünf Meter Länge).
Außerdem wird empfohlen, an den Rändern der Aufsprungbahn Farbstreifen am Boden anzubringen: rote Bänder vom K-Punkt nach unten bis zum Hillsize-Punkt, blaue Bänder derselben Länge vom K-Punkt nach oben. Der Wechsel von Blau nach Rot bei den seitlichen Farbstreifen macht den K-Punkt erkennbar, auch wenn er nicht durch eine Querlinie markiert wird.

## K-Punkt und Sprungwertung
| K-Punkt (m) | zusätzliche Weitenpunkte (±) pro m Abweichung vom K-Punkt |
| ----------- | --------------------------------------------------------- |
| 20–24       | 4,8                                                       |
| 25–29       | 4,4                                                       |
| 30–34       | 4,0                                                       |
| 35–39       | 3,6                                                       |
| 40–49       | 3,2                                                       |
| 50–59       | 2,8                                                       |
| 60–69       | 2,4                                                       |
| 70–79       | 2,2                                                       |
| 80–99       | 2,0                                                       |
| 100–169     | 1,8                                                       |
| ab 170      | 1,2                                                       |

Der Konstruktionspunkt wird als Ausgangspunkt für die Berechnung der Weitenpunkte in der Sprungwertung herangezogen:
- Für einen Sprung auf den K-Punkt werden bei Sprungschanzen 60 Basis-Weitenpunkte vergeben,[13] bei Flugschanzen 120 Basis-Weitenpunkte.[14]
- Für jeden Meter weiter als der K-Punkt werden abhängig von der Schanzengröße zusätzliche Weitenpunkte addiert,
für jeden Meter weniger weit als der K-Punkt entsprechend subtrahiert (siehe Tabelle rechts).[13]

## K-Punkt und Schanzenkategorie
Bis 2004 wurden die Schanzen nach den K-Punkt-Weiten eingeteilt in:
- kleine Schanzen (K 20–45)
- mittlere Schanzen (K 46–74)
- Normalschanzen (K 75–99)
- Großschanzen (K 100–130)
- Flugschanzen (K 145–195)

Seit der Saison 2004/2005 dient als Maß die Hillsize (siehe auch Größeneinteilung von Skisprungschanzen).